# Елизабет фон Вюртемберг (1412–1476)
Елизабет фон Вюртемберг (на немски: Elisabeth von Württemberg; * сл. 1412, ок. 1414 в Щутгарт; † сл. 29 април 1476) от Дом Вюртемберг е графиня на Графство Вюртемберг и чрез женитба графиня на Верденберг-Зарганс в днешна Швейцария.

## Биография
Тя е дъщеря, второто дете на граф Еберхард III фон Вюртемберг (1364 – 1417) и втората му съпруга Елизабет от Хоенцолерн-Нюрнберг (1391 – 1429), дъщеря на бургграф Йохан III от Нюрнберг и Маргарета Люксембургска, дъщеря на император Карл IV. Тя е внучка на граф Улрих фон Вюртемберг и на Елизабет Баварска, дъщеря на император Лудвиг Баварски и Маргарета I Холандска. Полусестра е на граф Еберхард IV.
Елизабет е сгодена на 15 януари 1428 г. с Албрехт III Баварски, но се омъжва тайно за Йохан III фон Верденберг-Зарганс, който се намира на учение в двора на граф Лудвиг фон Вюртемберг.

## Фамилия
Елизабет фон Вюртемберг се омъжва пр. 2 август 1428 г. за граф Йохан III фон Верденберг-Зарганс (* пр. 1416, † 27 април 1465) от род Верденберги, син на граф Еберхард II фон Верденберг-Зарганс († 26 август 1416) и Анна фон Цимерн († 1 март 1445). Те имат децата:
- Георг III (* ок. 1430, † 12 февруари 1500), граф на Верденберг-Зарганс, сгоден на 15 февруари 1464 г. в Пфорцхайм, женен пр. 19 май 1464 г. за маркграфиня Катарина фон Баден (* 15 януари 1449, † пр. 8 май 1484)
- Йохан II (IV) (* ок. 1430, † 23 февруари 1486 във Франкфурт на Майн), епископ на Аугсбург (1469 – 1486)
- Хуго XI (VII) (* ок. 1440, † 6 август 1508), граф на Верденберг-Зигмаринген, съветник на император Фридрих III и Максимилиан I
- Рудолф († 1 декември 1503/25 май 1506), велик приор на немския Йоанитски орден (1481 – 1505), байлиф на Бранденбург
- Габриел, умира млад
- Лудвиг, умира млад

- Марта († 1483/ 1484), омъжена пр. 29 декември 1467 г. за Никлас фон Абенсберг (* 2 юли 1441, † 28 февруари 1485)
- Хайнрих († 23 март 1505 в Страсбург), каноник в Св. Томас в Страсбург
- Елизабет († 1467), омъжена ок. 1 юни 1455 г. за граф Хуго XIII (XI) фон Монфор-Ротенфелс-Арген-Васербург († ок. 16 октомври 1491)
- Улрих († 17 юли 1503), господар на Хайлигенберг и Файхинген, неженен
- Еберхард, умира млад
- Кунигунда († сл. 1467)
- Анна († сл. 20 май 1497), абатиса на Бухау (1497)
- Доротея († сл. 1524), монахиня в Пфорцхайм
- Агнес (* 1434, † 13 декември 1467 в замък Хоенцолерн, Прусия), сгодена на 16 декември 1445 г., омъжена на 14 декември 1448 г. в Зигмаринген за граф Йобст Николаус I фон Хоенцолерн (* 1433, † 9 февруари 1488), майка на Фридрих II фон Цолерн, епископ на Аугсбург
- Маргарета (* 1436/1437, † 1496), абатиса на Бухау (1449 – 1496)